# Катажинкі (Куявсько-Поморське воєводство)
Катажинкі (пол. Katarzynki) — село в Польщі, у гміні Ринськ Вомбжезького повіту Куявсько-Поморського воєводства.